# Dalila Jakupović

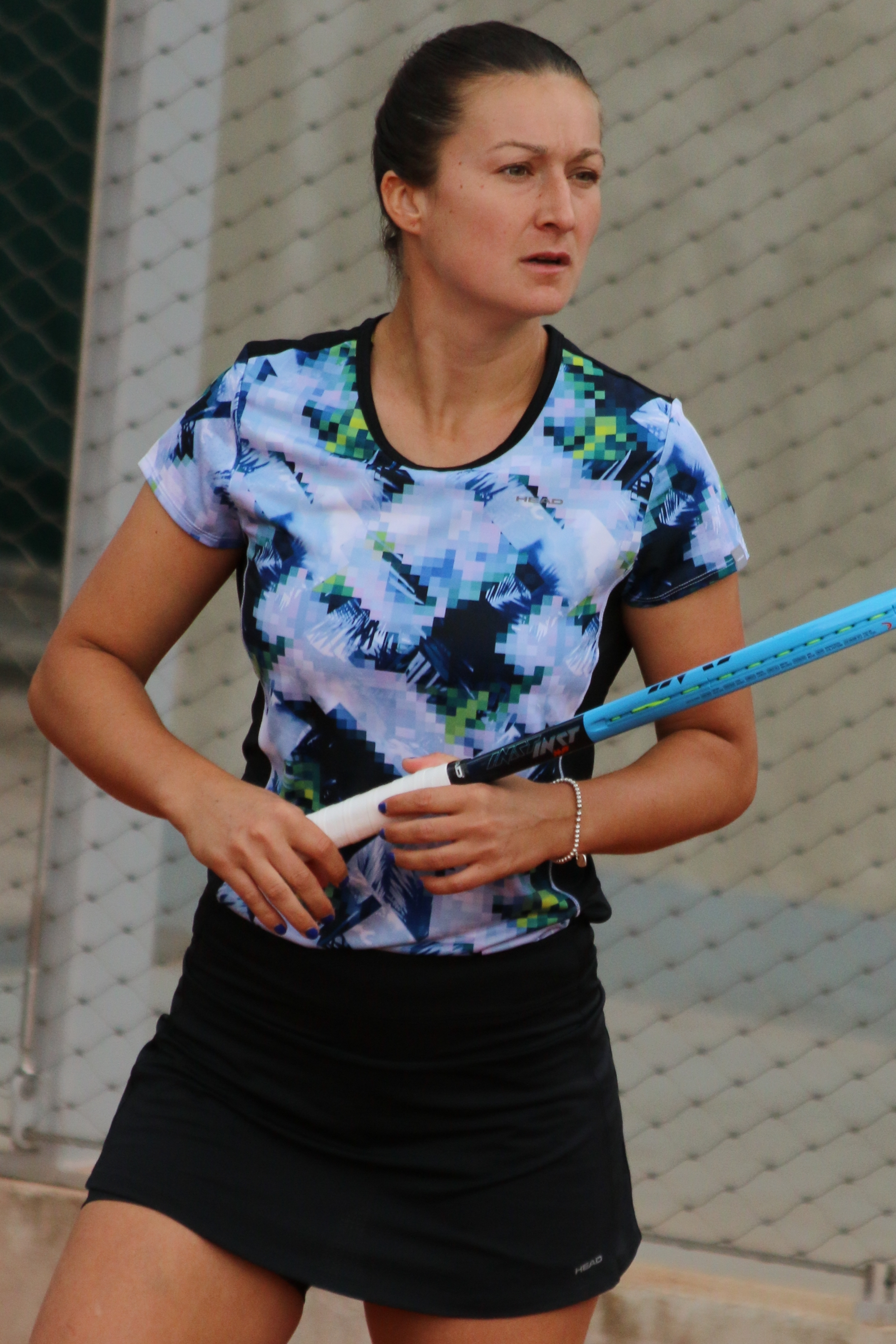
Roland Garros 2019

Dalila Jakupović (Jesenice, 24 maart 1991) is een tennisspeelster uit Slovenië. Jakupović begon met tennis toen zij zes jaar oud was. Haar favoriete ondergrond is hardcourt. Zij speelt rechtshandig en heeft een tweehandige backhand. Zij is actief in het internationale tennis sinds 2007.

## Loopbaan

### Enkelspel
Jakupović debuteerde in 2008 op het ITF-toernooi van Antalya-Belek (Turkije). Zij stond in 2009 voor het eerst in een finale, op het ITF-toernooi van Bangalore (India) – zij verloor van de Indiase Poojashree Venkatesha. In 2012 veroverde Jakupović haar eerste titel, op het ITF-toernooi van Aurangabad (India), door de Thaise Peangtarn Plipuech te verslaan. Tot op heden(februari 2024) won zij zes ITF-titels, de meest recente in 2023 in Bydgoszcz (Polen).
In 2014 kwalificeerde Jakupović zich voor het eerst voor een WTA-hoofdtoernooi, op het toernooi van Monterrey. Zij stond in 2017 voor het eerst in een WTA-finale, op het toernooi van Mumbai – zij verloor van de Wit-Russin Aryna Sabalenka. In 2018 speelde zij voor het eerst op een grandslamtoernooi, doordat zij als lucky loser werd toegelaten tot Roland Garros.
Haar hoogste notering op de WTA-ranglijst is de 69e plaats, die zij bereikte in november 2018.

### Dubbelspel
Jakupović was in het dubbelspel minder actief dan in het enkelspel, maar behaalde daarin niettemin betere resultaten. Zij debuteerde in 2007 op het ITF-toernooi van Sarajevo (Bosnië en Herzegovina), samen met de Australische Natalie Barbir. Zij stond in 2008 voor het eerst in een finale op het ITF-toernooi van Pörtschach (Oostenrijk), samen met de Oekraïense Sofiya Kovalets – zij verloren van het Oostenrijkse duo Barbara Hellwig en Sandra Klemenschits. In 2009 veroverde Jakupović haar eerste titel, op het ITF-toernooi van Melilla (Spanje), samen met de Slowaakse Zuzana Zlochová, door het duo Lucia Kovarčíková en Davinia Lobbinger te verslaan. Tot op heden(februari 2024) won zij vijftien ITF-titels, de meest recente in 2023 in Iraklion (Griekenland).
In 2014 speelde Jakupović voor het eerst op een WTA-hoofdtoernooi, op het toernooi van Nanchang, samen met landgenote Nastja Kolar. Zij stond in 2017 voor het eerst in een WTA-finale, op het toernooi van Monterrey, samen met de Oekraïense Nadija Kitsjenok – zij verloren van het koppel Nao Hibino en Alicja Rosolska. Drie weken later veroverde Jakupović haar eerste WTA-titel, op het toernooi van Istanbul, weer samen met Kitsjenok, door het koppel Nicole Melichar en Elise Mertens te verslaan. In 2018 speelde zij voor het eerst op een grandslamtoernooi, doordat zij samen met Irina Chromatsjova als alternate werd toegelaten tot het Australian Open – zij bereikten er de tweede ronde. Tot op heden(februari 2024) won zij zeven WTA-titels, de meest recente in 2024 in Mumbai.
Haar beste resultaat op de grandslamtoernooien is het bereiken van de kwartfinale, op het US Open 2018, samen met Irina Chromatsjova. Haar hoogste notering op de WTA-ranglijst is de 38e plaats, die zij bereikte in september 2018.

### Tennis in teamverband
In de periode 2014–2020 maakte Jakupović deel uit van het Sloveense Fed Cup-team – zij behaalde daar een winst/verlies-balans van 8–9.

## Posities op deWTA-ranglijst
Positie per einde seizoen:
| jaar | rang enkelspel | rang dubbelspel |
| ---- | -------------- | --------------- |
| 2008 | 990            | 927             |
| 2009 | 431            | 593             |
| 2010 | 429            | 500             |
| 2011 | 340            | 424             |
| 2012 | 327            | 353             |
| 2013 | 273            | 450             |
| 2014 | 425            | 572             |
| 2015 | 243            | 543             |
| 2016 | 157            | 179             |
| 2017 | 239            | 85              |
| 2018 | 69             | 47              |
| 2019 | 210            | 87              |
| 2020 | 243            | 93              |
| 2021 | 307            | 201             |
| 2022 | 255            | 185             |
| 2023 | 229            | 92              |

## Palmares
| Legenda                 |
| ----------------------- |
| Grandslamtoernooi       |
| Olympische Spelen       |
| Year-End Championships  |
| Premier Mandatory       |
| Premier Five / WTA 1000 |
| Premier / WTA 500       |
| International / WTA 250 |
| Challenger / WTA 125    |

### WTA-finaleplaatsen enkelspel
| nr.              | finale     | toernooi   | ondergrond | tegenstandster  | score    |         |
| ---------------- | ---------- | ---------- | ---------- | --------------- | -------- | ------- |
| gewonnen finales |            |            |            |                 |          |         |
| geen             |            |            |            |                 |          |         |
| verloren finales |            |            |            |                 |          |         |
| 1.               | 2017-11-26 | WTA Mumbai | hardcourt  | Aryna Sabalenka | 2-6, 3-6 | details |

### WTA-finaleplaatsen vrouwendubbelspel
| nr.              | finale     | toernooi      | ondergrond    | partner             | tegenstandsters                      | score            |         |
| ---------------- | ---------- | ------------- | ------------- | ------------------- | ------------------------------------ | ---------------- | ------- |
| gewonnen finales |            |               |               |                     |                                      |                  |         |
| 1.               | 2017-04-30 | WTA Istanbul  | gravel        | Nadija Kitsjenok    | Nicole Melichar Elise Mertens        | 7-6, 6-2         | details |
| 2.               | 2018-04-15 | WTA Bogota    | gravel        | Irina Chromatsjova  | Mariana Duque Mariño Nadia Podoroska | 6-3, 6-4         | details |
| 3.               | 2018-05-05 | WTA Anning    | gravel        | Irina Chromatsjova  | Guo Hanyu Sun Xuliu                  | 6-1, 6-1         | details |
| 4.               | 2022-06-05 | WTA Makarska  | gravel        | Tena Lukas          | Olga Danilović Aleksandra Krunić     | 5-7, 6-2, [10-5] | details |
| 5.               | 2023-07-23 | WTA Iași      | gravel        | Veronika Erjavec    | Irina Maria Bara Monica Niculescu    | 6-4, 6-4         | details |
| 6.               | 2023-09-23 | WTA Parma     | gravel        | Irina Chromatsjova  | Anna Bondár Kimberley Zimmermann     | 6-2, 6-3         | details |
| 7.               | 2024-02-11 | WTA Mumbai    | hardcourt     | Sabrina Santamaria  | Arianne Hartono Prarthana Thombare   | 6-4, 6-3         | details |
| verloren finales |            |               |               |                     |                                      |                  |         |
| 1.               | 2017-04-09 | WTA Monterrey | hardcourt     | Nadija Kitsjenok    | Nao Hibino Alicja Rosolska           | 2-6, 6-7         | details |
| 2.               | 2017-10-15 | WTA Tianjin   | hardcourt     | Nina Stojanović     | Irina-Camelia Begu Sara Errani       | 4-6, 3-6         | details |
| 3.               | 2017-11-12 | WTA Hua Hin   | hardcourt     | Irina Chromatsjova  | Duan Yingying Wang Yafan             | 3-6, 3-6         | details |
| 4.               | 2017-11-26 | WTA Mumbai    | hardcourt     | Irina Chromatsjova  | Victoria Rodríguez Bibiane Schoofs   | 5-7, 6-3, [7-10] | details |
| 5.               | 2019-09-28 | WTA Tasjkent  | hardcourt     | Sabrina Santamaria  | Hayley Carter Luisa Stefani          | 3-6, 6-7         | details |
| 6.               | 2019-11-17 | WTA Taipei    | tapijt (i)    | Danka Kovinić       | Lee Ya-hsuan Wu Fang-hsien           | 6-4, 4-6, [7-10] | details |
| 7.               | 2021-09-25 | WTA Columbus  | hardcourt (i) | Nuria Párrizas Díaz | Wang Xinyu Zheng Saisai              | 1-6, 1-6         | details |

## Resultaten grandslamtoernooien
| Legenda | Legenda                          |
| ------- | -------------------------------- |
| g.t.    | geen toernooi gehouden           |
| l.c.    | lagere categorie                 |
| –       | niet deelgenomen                 |
| G       | uitgeschakeld in de groepsfase   |
| 1R      | uitgeschakeld in de eerste ronde |
| 2R      | uitgeschakeld in de tweede ronde |
| 3R      | uitgeschakeld in de derde ronde  |
| 4R      | uitgeschakeld in de vierde ronde |
| KF      | uitgeschakeld in de kwartfinale  |
| HF      | uitgeschakeld in de halve finale |
| F       | de finale verloren               |
| W       | het toernooi gewonnen            |
| w-v     | winst/verlies-balans             |

### Enkelspel
| toernooi        | 2018 | 2019 |
| --------------- | ---- | ---- |
| Australian Open | –    | 1R   |
| Roland Garros   | 1R   | 1R   |
| Wimbledon       | –    | 1R   |
| US Open         | 1R   | –    |

### Vrouwendubbelspel
| toernooi        | 2018 | 2019 | 2020 |
| --------------- | ---- | ---- | ---- |
| Australian Open | 2R   | 1R   | 1R   |
| Roland Garros   | 3R   | 1R   | –    |
| Wimbledon       | 1R   | 1R   | –    |
| US Open         | KF   | 2R   | –    |